# Петнаести Доктор
Петнаести Доктор је инкарнација Доктора, главног јунака британске научно-фантастичне телевизијске серије Доктор Ху. Тумачио га је руандско-шкотски глумац Шути Гатва у два серијала и два специјала. Његова прва сапутница у серији била је Руби Сандеј (Мили Гибсон), а друга Белинда Чандра (Варада Сету).
У оквиру наративног контекста серије, Доктор је ванземаљски Господар времена са планете Галифреј, стар више хиљада година, са делимично непознатим пореклом. Путује кроз време и простор у свом ТАРДИС-у, често у пратњи сапутника. По правилу, на крају живота сваке инкарнације, Доктор се регенерише, при чему се мењају његов физички изглед и личност. Међутим, Петнаести Доктор се појавио на необичан начин, процесом би-генерације, при којем се одвојио од тела свог претходника, Четрнаестог Доктора, кога је тумачио Дејвид Тенант, уместо да га замени, што је омогућило да обе инкарнације истовремено постоје. За разлику од својих претходника, Петнаести Доктор настоји да се ослободи недавних емоционалних траума, испољавајући уравнотеженију, разигранију и нежнију личност.
За разлику од претходних инкарнација, приче Петнаестог Доктора садрже већи нагласак на елементима фантазије, што је била намера шоуранера Расела Т. Дејвиса да повећа осећај опасности и прошири домет маште у серији. Његова прва епизода као главног глумца емитована је 25. децембра 2023, док је његов први целокупни серијал премијерно приказан 11. маја 2024. године. Петнаести Доктор се регенерисао у последњој епизоди 15. серијала, „Рат стварности”, у инкарнацију коју глуми Били Пајпер.

## Кастинг
Пре него што је Шути Гатва званично изабран за улогу Доктора, појавиле су се бројне гласине о потенцијалним наследницима Џоди Витакер. Међу најчешће помињаним именима били су Хју Грант, Мајкл Шин, Крис Маршал, Ричард Ајоади, Михаела Коел, Кели Макдоналд и Лени Хенри. Повратак Расела Т. Дејвиса на место шоуранера додатно је подстакао спекулације да ће улога Четрнаестог Доктора припасти неком од глумаца са којима је раније сарађивао, при чему су у кладионичким прогнозама високо котирали Оли Александер, Лидија Вест, Омари Даглас, Т’Ниа Милер и Фисајо Акинаде.
Такође, кружиле су гласине да би Дејвид Тенант могао да се врати у улогу Доктора, пошто је претходно тумачио Десетог Доктора током прве Дејвисове ере као шоуранера. Поред тога, спекулисало се да би Џо Мартин, која је дебитовала као Одбегла Докторка током мандата Џоди Витакер, могла бити откривена као четрнаеста инкарнација.
Дана 8. маја 2022. године, Шути Гатва је на Инстаграму објавио слику са два црвена срца, знаком плус и плавом кутијом као емоџијима. Ова објава, уз коментаре новог шоуранера серије Доктор Ху, Расела Т. Дејвиса, изазвала је спекулације да је Гатва изабран за новог Доктора. Истог дана, званични Твитер налог серије потврдио је ову информацију.
Гатва је први тамнопути глумац, први глумац рођен у Африци и први отворено квир глумац који је добио насловну улогу у серији. Такође, он је четврти шкотски глумац који тумачи овај лик.
У чланку објављеном на званичном веб-сајту серије, Гатва је изјавио: „Ова улога и ова серија значе толико људима широм света, укључујући и мени, а сваки од мојих невероватно талентованих претходника носио је ту јединствену одговорност и привилегију са највећом пажњом. Трудићу се да учиним исто.” Дејвис је додао: „Шути нас је одушевио, преузео лик Доктора и пригрлио кључеве ТАРДИС-а за само неколико секунди… Обећавам вам, 2023. година ће бити спектакуларна!”
Претходно је најављено да ће Гатва наследити Џоди Витакер као главни глумац серије, а многи извештаји су тврдили да ће он бити Четрнаести Доктор, у ког ће се регенерисати њена инкарнација. Међутим, у финалној епизоди Витакерове, „Моћ Доктора” (2022), њен Доктор се регенерисао у облик налик на Десетог Доктора. Након тога, потврђено је да ће Гатва тумачити Петнаестог Доктора, након што Дејвид Тенант одигра улогу Четрнаестог у специјалима за 2023. годину. Дејвис је изјавио: „Пут до Шутијевог Петнаестог Доктора биће обасут мистеријом, ужасом, роботима, луткама, опасностима и забавом!”
Гатва се први пут појавио у улози Доктора у трејлеру за специјале 2023. године.

## Костим
За разлику од претходних инкарнација, Петнаести Доктор не носи један карактеристичан костим, већ различиту гардеробу прилагођену временском периоду и окружењу у којем се налази. Дизајнерка костима Пам Дауни, која је радила и на специјалима за 60. годишњицу, добила је задатак да осмисли стил новог Доктора. Она је прво направила бројне „мудбордове” са разноврсним идејама, укључујући одећу која изазива родне и друштвене норме, а потом их представила Гатви и продукцијском тиму. Један од тих концепата био је инспирисан „познатим играчем америчког фудбала” у „оделу са сукњом”, мада је Дауни сматрала да би такав стил требало увести постепено јер представља значајан одмак од претходних Доктора. Гатва је упоредио Доктора са Капетаном Британијом и желео је да његова гардероба одражава разне британске субкултуре. Дејвис је такође желео да Докторова одећа буде приступачна и препознатљива публици, посебно деци, па је осмишљен широк спектар стилова како би обожаваоци имали више могућности за косплеј.
У почетку, Гатва је желео да Докторов стил буде инспирисан „препи” естетиком Ралфа Лорена, посебно његовом сарадњом са колеџима Морхаус и Спелман, који имају значајну историју у афроамеричкој заједници. Међутим, продукцијски тим је одлучио да оде у мање традиционалном правцу, желећи да направи модеран искорак. Тако је у епизоди „Роуг”, смештеној у Регентском периоду, Доктор носио костим тог периода, док је у епизоди „Ђавољи акорд”, која се дешава 1960-их, носио пругасто одело инспирисано стилом групе Rolling Stones. У божићном специјалу 2023. године, „Црква на Руби роуду”, Доктор мења три костима, укључујући килт и прслук док игра у ноћном клубу. Дауни је изјавила да је та сцена била „шанса да видимо колико далеко можемо ићи” и да је успела јер Гатва „заиста може да носи све”. Кожни капут који носи у специјалу и првој епизоди 14. серијала, „Свемирске бебе”, инспирисан је америчком модом 1970-их помешаном са британским ска из 1980-их, док су панталоне засноване на војним гуркским панталонама. Фотографисање за интервју Девана Когана открило је још два костима из 15. серијала: један са раскошним тартанским сакоом и килтом, и један потпуно бео изглед.
Пам Дауни је у Гатвину гардеробу укључила и суптилне референце на претходне инкарнације Доктора. Луиз Грифин из часописа Radio Times приметила је да костим Петнаестог Доктора у епизоди „Роуг” укључује бордо баршунасти сако, који подсећа на стил Трећег Доктора (Џон Пертви). Гатва је изразио наклоност према Пертвијевом стилу, у шали коментаришући да су „наша два Доктора једини који се облаче смело”. У чланку за British Vogue, Радика Сет је описала ране костиме Петнаестог Доктора као „спектар који се креће од џемпера у мандарина-наранџастој боји и светлоплавог двоструког пругастог одела, до сјајног кожног мантила у комбинацији са дуксом који је раскопчан довољно да открије груди и сетом деликатних златних ланаца”, закључујући да је „Доктор Ху постао секси”.

## Појављивања
Петнаести Доктор први пут се појављује у оквиру обележавања шездесетогодишњице серије Доктор Ху 23. новембра 2023. године. Гатва је претходно, у улози себе самог, имао камео улогу у монтажно измењеној репризи документарне драме Авантурa у простору и времену (2013), која је емитована поводом годишњице. У оригиналној верзији, Вилијам Хартнел (Дејвид Бредли), припремајући се за снимање своје регенерационе сцене, види визију Метa Смита, тадашњег Једанаестог Доктора, у улози коју је тумачио током педесетогодишњице серије. У репризној верзији из 2023. године, ова сцена је измењена тако да се уместо Смита појављује Гатва.
Гатва се званично као Петнаести Доктор први пут појављује у специјалној епизоди „Кикот”, једној од три епизоде снимљене поводом шездесетогодишњице. У последњој трећини епизоде, Четрнаести Доктор (Дејвид Тенант) неочекивано се „би-генерише“, уместо да се регенерише, чиме се уводи нови Доктор као засебна физичка личност. Два Доктора удружују снаге како би поразили злокобно божанство Творца Играчака (Нил Патрик Харис), након чега користе преосталу енергију његовог измењеног реалитета да би дуплирали ТАРДИС. Петнаести Доктор упућује неколико мудрих савета свом претходнику, који му заузврат жели срећу, пре него што крене у нове авантуре.
Доктор се затим појављује у божићној епизоди „Црква на Руби роуду”, у којој упознаје своју нову сапутницу Руби Сандеј (Мили Гибсон) и суочава се са гоблинима. У наредним епизодама, Доктор и Руби се изненађујуће често сусрећу са натприродним и магијским претњама, укључујући вилински круг у епизоди „73 јарди” и Маестра (Џинкс Монсун), дете Творца Играчака, у епизоди „Ђавољи акорд”. Маестро упозорава да Доктора прогањају друга зла вандимензионална божанства из истог пантеона, међу којима је и „Онај који чека” (енгл. The One Who Waits). Истовремено, Руби показује чудесне особине, када јој је живот у опасности, мистериозно призива обилне снежне падавине, исте какве су падале на дан када је као беба остављена испред цркве у улици Руби роуд.
У познијим епизодама 14. серијала, Доктор започиње романтичну везу са Роугом (Џонатан Гроф), ловцем на главе који путује кроз време и простор, у епизоди „Роуг”. Током овог серијала, Доктор и Руби више пута срећу жену истог изгледа (Сузан Твист) у различитим временима и просторима, што први пут примећују у епизоди „Тачка и мехур”. У епизоди „Легенда о Руби Сандеј”, Доктор покушава да разреши мистерију Рубиног порекла и идентитета мистериозне жене. Откривају да је „Онај који чека” заправо његов стари непријатељ Сутек (Габријел Вулф), бог смрти, који је тајно био везан за ТАРДИС током већине његових путовања. На крају, Доктор и Руби успевају да поразе Сутека, након чега се у епизоди „Царство смрти” опраштају, пошто је Руби најзад поново спојена са својом биолошком мајком.
У божићном специјалу „Џој свету”, Доктор упознаје једнократну сапутницу Џој (Никола Кофлан), али истовремено проводи годину дана радећи у малом хотелу како би испунио временску петљу и стекао неопходан приступни код, током чега се спријатељује са управницом хотела, Анитом (Стеф де Воли).
У 15. серијалу, Доктору се придружује нова сапутница, Белинда Чандра (Варада Сету). Серијал прати Доктора док покушава да врати Белинду на Земљу 24. маја 2025. године. Током серије, Доктор користи „видинкатор” на више различитих локација како би прецизно одредио начин да врати Белинду кући, пошто ТАРДИС није у стању да то учини. Наилазе на још натприроднија божанства, као што је бог светлости Лакс Император, у епизоди „Лакс”. У епизоди „Јама” путују на планету Поноћ, а касније одлазе у Лагос 2019. године у епизоди „Причa и машина”, као и на свемирску станицу у будућности у епизоди „Избор за међузвездану песму”. На крају се открива да је Земља уништена под мистериозним околностима баш на дан када Доктор покушава да врати Белинду и да га све време прогања Рани.
Крајем 2024. године, Гатва је обећао да је његов трећи серијалу серији „Доктор Ху“ у припреми и навео да снимање треба да почне 2025. године. Раније је Гатва такође изразио велику жељу да се суочи са Докторовим најпознатијим непријатељима, Далецима, и изјавио да би био „бесан” ако му се та прилика не би пружила. Међутим, на крају епизоде „Рат стварности”, Докторовa петнаеста инкарнација, коју је тумачио Гатва, изненада доживљава регенерацију, претварајући се у лик — који у одјавној шпици није директно потписан као Доктор — а који је тумачила Били Пајпер, која је раније играла лик сапутнице Роуз Тајлер.

## Пријем

### Најава и реакције
Шкотски министар за културу, Ангус Робертсон, честитао је Шутију Гатви на добијању улоге. Глумац и певач Оли Александер, који се сматрао једним од водећих кандидата за улогу, изразио је радост поводом избора Гатве путем друштвених мрежа.
Скотски глумац Силвестер Макој, који је тумачио Седмог Доктора, изразио је задовољство што је још један Шкот добио ту улогу. Током Фестивала фанова у Паризу 2022. године, Мет Смит, који је глумио Једанестог Доктора, јавно је подржао Гатву у његовој новој улози. У интервјуу за STV News, Питер Капалди, који је тумачио Дванаестог Доктора, изјавио је да верује да ће Гатва бити „изванредан Доктор”. Током доделе Британских телевизијских награда 2022, Гатва је рекао да су га Дејвид Тенант, који је глумио Десетог и Четрнаестог Доктора, и Џоди Витакер, која је тумачила Тринаестог Доктора, позвали како би му пружили подршку.

### Критички осврт
После емитовања епизоде „Црква на Руби роуду”, Мартин Белам из The Guardian-а написао је да је Гатва „потпуно доминирао епизодом”. Џордан Кинг из филмског часописа Empire описао је његову глуму као „освежавајућу” и додао да је био „прави поклон”.
Гатвин наступ у 14. серијалу добио је позитивне критике. Више новинара The Independent-а назвали су његову глуму „звезданом” и „опчињавајућом”. Наина Бајекал из часописа Time оценила је да Гатва „уводи Доктора Ху у нову еру”. Мери Макнамара из Los Angeles Times-а написала је да је Гатва „апсолутно одушевљење” и да његов „нескривени ентузијазам олакшава прихватање његове интерпретације, служећи као спона између нове и старе публике”.
С друге стране, неки критичари били су мање задовољни карактеризацијом Петнаестог Доктора или сценаријима током Гатвиног мандата До епизоде „Џој свету”, Мартин Робинсон је оценио да Петнаести Доктор још увек није нашао свој идентитет и сматра да његово учестало показивање емоција „почиње да делује бесмислено”, истичући да му у различитим сценама недостаје топлина.